# Silingen
|  | Dieser Artikel oder Abschnitt wurde wegen inhaltlicher Mängel auf der Qualitätssicherungsseite der Redaktion Geschichte eingetragen (dort auch Hinweise zur Abarbeitung dieses Wartungsbausteins). Dies geschieht, um die Qualität der Artikel im Themengebiet Geschichte auf ein akzeptables Niveau zu bringen. Dabei werden Artikel gelöscht, die nicht signifikant verbessert werden können. Bitte hilf mit, die Mängel dieses Artikels zu beseitigen, und beteilige dich bitte an der Diskussion! |

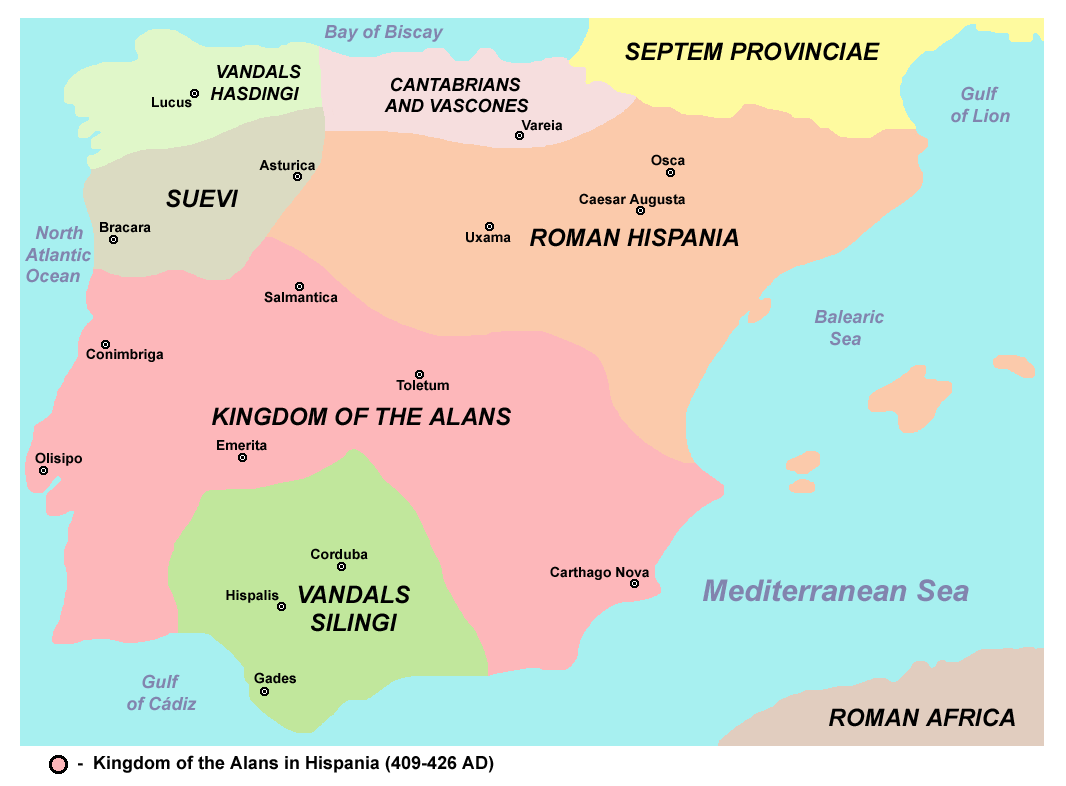
411: Aufteilung der Iberischen Halbinsel zwischen Alanen, Sueben, Asdingen (Nordwesten) und Silingen (Süden), der Nordosten blieb zunächst römisch

Die Silingen (auch Silinger, Sillingen, lateinisch Silingae) waren ein ostgermanischer Teilstamm der Vandalen, der vermutlich aus dem Ostseegebiet stammte und bis zum Ende des 4. Jahrhunderts auf dem Gebiet des heutigen Schlesiens siedelte.

## Stammesname und Lokalisierung
Viggio Starcke nimmt an, dass der Stammesname der Silingen von ihrer mutmaßlichen Herkunft aus Silund (der Insel Seeland) herrührt, was von anderen Autoren bezweifelt wird. Starcke weist in diesem Zusammenhang auf Ähnlichkeiten zwischen archäologischen Keramikfunden in Schlesien aus dem 3. Jahrhundert und den Funden von Kraghede in Vendsyssel aus der vorrömischen Zeit hin. Vermutlich leitet sich auch der Name „Schlesien“ von den Silingen ab, deren Stammesname in Toponymen wie pago Silensi, provincia Silencii oder (in slawischer Form) regio Zleznensis (11./12. Jahrhundert) erhalten sein könnte. Claudius Ptolemäus gibt in der Geographike Hyphegesis im 2. Jahrhundert einen Wohnsitz der Silinga „unterhalb der Semnonen“ an; letztere siedeln nach seinen Angaben zwischen Elbe und Swinemündung. Auf dem Zobten befinde sich das Heiligtum der Silingen.

## Geschichte
Gemeinsam mit den vandalischen Asdingen fielen die Silingen 406 in Gallien ein. Sie zogen weiter nach Spanien und ließen sich dort um 409 in der Provinz Baetica (etwa das heutige Andalusien) nieder. Nach entscheidenden Niederlagen in Kämpfen mit den Westgoten unterstellten sich die verbliebenen Reste der Silingen den Königen der Asdingen. Unter Führung Geiserichs zogen sie gemeinsam mit Asdingen und Alanen nach Afrika und errichteten dort das bis 533 bestehende Reich der Vandalen.